# Barney Ross
Barney Ross, pseudonimo di Dov-Ber Rosofsky (Chicago, 23 dicembre 1909 – 17 gennaio 1967), è stato un pugile statunitense.
Campione del mondo dei leggeri, dei welter junior e dei welter in varie fasi dal 1933 al 1938, Ross fu, con i suoi contemporanei Tony Canzoneri e Henry Armstrong, tra i pochissimi pugili della storia ad avere detenuto contemporaneamente i titoli mondiali di tre diverse categorie.
Non fu mai messo fuori combattimento in 81 incontri e sconfisse leggendari campioni come Jimmy McLarnin e Tony Canzoneri in epiche battaglie che attirarono folle di oltre 50.000 spettatori.
Fu eletto Fighter of the year (pugile dell'anno) dalla rivista statunitense Ring Magazine nel 1934 e nel 1935.
Nel 2002 Ring Magazine inserì Barney Ross al 21º posto in una propria classifica degli 80 migliori pugili degli ultimi 80 anni.
La International Boxing Hall of Fame lo ha ammesso fra i più grandi pugili di ogni tempo.
Per le azioni eroiche compiute durante la seconda guerra mondiale, Ross fu considerato un eroe nazionale degli Stati Uniti d'America.

## La famiglia
Dov-Ber (o David Beryl) Rasofsky nacque a New York City da Isidore "Itchik" Rasofsky e Sarah Epstein Rasofsky.
Suo padre era uno studioso di Talmud emigrato negli Stati Uniti dalla natia Brest-Litovsk dopo essere sopravvissuto a stento ad un pogrom. La sua famiglia si era spostata da New York a Chicago, dove Isidore divenne rabbino. Era proprietario di una piccola drogheria nei pressi di Maxwell Street, un vibrante ghetto ebraico simile alla Lower East Side di New York degli anni venti e trenta.
Il giovane Rasofsky crebbe nelle ostili strade della Chicago popolare di quegli anni, ignorando l'ammonimento di suo padre: un Ebreo non reagisce mai ad un attacco.
"Lascia che siano gli atei a combattere," gli diceva suo padre, "gli infedeli, gli assassini – noi siamo gli studiosi."
L'ambizione di Ross nella vita era di diventare un insegnante di ebraico e un erudito di Talmud, ma la sua vita cambiò per sempre quando suo padre venne ucciso nel proprio negozio a colpi di pistola per aver resistito ad una rapina, morendogli tra le braccia.
Straziata dal dolore, la madre Sarah fu colpita da un esaurimento nervoso, e i suoi fratelli più giovani – Ida, Sam e George – furono sistemati in un orfanotrofio o cresciuti da altri membri della famiglia.
Dov e i fratelli maggiori Ben e Morrie furono lasciati a se stessi.
Sulla scia della tragedia, Dov divenne vendicativo nei confronti di chiunque e voltò le spalle alla religione ortodossa del padre.
Iniziò a circolare con i violenti della zona, compreso Jacob Rubinstein, un altro ragazzino ribelle del ghetto ebraico – il futuro Jack Ruby – divenendo un rissoso, ladro e delinquente da strada, e venendo utilizzato perfino da Al Capone.
Lo scopo della vita di Dov divenne quello di guadagnare a sufficienza per comperare una casa, in modo da potervi riunificare la propria famiglia.
Considerò la boxe come uno strumento per farlo e iniziò ad allenarsi con il suo amico Ruby.

## Gli inizi
Dopo aver vinto vari incontri da dilettante, Dov avrebbe dato in pegno i riconoscimenti – orologi o altro – per mettere da parte del denaro per la propria famiglia. La sua leggenda comprende congetture che sostengono che Al Capone comprasse dei biglietti per i suoi primi incontri, sapendo che parte del denaro sarebbe finito a Dov.
Tormentato dalla morte di suo padre e sentendosi obbligato a non macchiare il suo nome, Dov Rasofsky si attribuì il nuovo nome di "Barney Ross".
Il cambio di nome faceva parte anche di una vasta tendenza tra gli Ebrei ad assumere nomi che suonavano meglio per un americano, che aveva lo scopo di favorire la loro integrazione nella società degli Stati Uniti.
Forte, veloce e posseduto da una volontà possente, Ross divenne presto un campione dei Golden Gloves, apprestandosi a dominare la categoria dei leggeri anche da professionista.
In quei tempi – la fine degli anni venti e gli anni trenta – quando il leader del Nazismo nascente, Adolf Hitler, usava la propaganda per spargere la propria virulenta dottrina antiebraica, Ross venne visto dagli ebrei americani come uno dei loro più grandi difensori.
Idolatrato e rispettato indistintamente da tutti gli Americani, Ross dimostrò che gli Ebrei potevano prosperare, nel loro nuovo Paese.
Contribuì a fare diventare la propria opposizione a Hitler e alla Germania Nazista un'opposizione pubblica. Sapeva che vincendo match di pugilato stava manifestando una nuova forma di forza per gli Ebrei.
Capì anche che gli Americani amavano i propri eroi dello sport, e che se gli Ebrei volevano essere adottati dagli Stati Uniti, dovevano assumere anche quei ruoli nella società.
Così, anche se Ross aveva perso la fede nella religione, abbracciò apertamente il suo ruolo di leader del proprio popolo oppresso.

## I titoli mondiali
Il suo primo incontro pagato si svolse il 1º settembre 1929, quando batté Ramon Lugo ai punti in 6 round. Dopo dieci vittorie consecutive, perse per la prima volta contro Carlos Garcia, ai punti in 10 riprese.
Dei seguenti 35 incontri ne vinse 32, con 1 sconfitta e 2 pari.
Tra le vittorie, Ross fece registrare quelle con gli ex campioni mondiali Battling Battalino e Cameron Welter.
Il 26 marzo 1933 gli venne data la prima possibilità di combattere per un titolo mondiale, quando affrontò a Chicago il campione dei pesi leggeri e dei welter junior, già detentore contemporaneamente di tre titoli mondiali: il leggendario Tony Canzoneri.
In un'unica serata, battendo Canzoneri ai punti in 10 riprese, Ross divenne campione mondiale di due categorie contemporaneamente.
Dopo due incontri vinti, Ross incontrò ancora Canzoneri per la rivincita, battendo nuovamente il campione italoamericano ai punti, in 15 riprese.
Difese il proprio titolo ai punti contro Sammy Fuller sul finire del 1933, e contro Peter Nebo all'inizio del 1934. Poi lo difese contro il precedente campione del mondo Frankie Klick, contro cui pareggiò in 10 round.
Quindi arrivò il primo dei tre match contro Jimmy McLarnin.
Ross lasciò vacante il titolo dei welter junior per conquistare quello dei welter, che apparteneva a McLarnin, e lo batté ai punti in 15 riprese, conquistando così il terzo campionato mondiale.
Tuttavia, nella rivincita che fu disputata poche settimane più tardi, McLarnin batté Ross ai punti recuperando il proprio titolo.
Dopo di ciò, Ross scese di peso per tornare nei welter junior e batté, per recuperare il titolo che lui stesso aveva lasciato vacante, Bobby Pacho, ai punti in 12 riprese.
Dopo due difese vittoriose del titolo dei welter junior, Ross risalì con il peso per concludere la trilogia con McLarnin, riprendendosi il titolo dei welter con una nuova vittoria ai punti sulle 15 riprese.
Dopo di ciò vinse 16 incontri consecutivi, compresi i tre contro il futuro campione mondiale dei pesi medi Ceferino Garcia, e uno contro Al Manfredo.
Le sue due uniche difese in quell periodo, tuttavia, furono quelle contro Garcia e Izzy Jannazzo, che batté ai punti in 15 riprese.
Nel suo ultimo incontro, Ross difese il suo titolo, il 31 maggio 1938, contro un altro detentore di tre titoli mondiali contemporaneamente, il mitico Henry Armstrong, da cui fu battuto ai punti in 15 riprese.
Nonostante Armstrong colpisse Ross inesorabilmente, e i suoi secondi lo pregassero di lasciare loro chiedere l'arresto del combattimento, Ross incassò ogni colpo e rifiutò di interrompere il match. E rifiutò di essere atterrato.
Barney Ross non era mai stato messo fuori combattimento nella sua carriera ed era determinato a lasciare il ring con le proprie gambe.
Vari esperti considerano la prestazione di Ross contro Armstrong una delle più coraggiose della storia del pugilato.
Si è pensato che Ross, a causa della consapevolezza della propria natura simbolica di Ebreo, sarebbe sopravvissuto in piedi a combattimenti di qualsiasi durezza.
Il significato metapugilistico della boxe, secondo Ross, era che gli Ebrei non solo avrebbero reagito agli attacchi: non si sarebbero nemmeno lasciati mettere fuori combattimento.
Si ritirò dopo 81 incontri, di cui solo quattro persi, mai prima del limite.
Come atleta professionista Ross mise insieme guadagni maggiori di quelli che era riuscito ad ottenere il più popolare atleta americano dei suoi tempi, il mitico giocatore di baseball Babe Ruth.

## Marine degli Stati Uniti
Ritiratosi dal pugilato prima dei trent'anni, Ross decise di prestare servizio nell'esercito degli Stati Uniti nella seconda guerra mondiale e si arruolò nel Corpo dei Marines.
I Marines, tuttavia, volevano trattenerlo negli Stati Uniti e utilizzare il suo status di celebrità per tenere su il morale alla gente.
La maggior parte degli atleti di quel periodo, come ad esempio l'ex campione dei massimi Jack Dempsey, ebbero un ruolo d'immagine nell'esercito, ma Ross insistette per partecipare direttamente alle operazioni militari del proprio Paese.
Fu inviato a Guadalcanal, nel sud del Pacifico, dove una notte, insieme ad altri tre compagni, rimase intrappolato sotto il fuoco nemico. Gli altri tre marine erano feriti, come lo era lo stesso Ross, che però era il solo ad essere in grado di combattere, e così fece.
Ross radunò i fucili e le granate dei compagni e, potendo usare una sola mano, affrontò per un'intera notte 22 militari giapponesi, uccidendoli tutti prima dell'alba in una battaglia all'ultimo sangue.
Due dei marine che si trovavano con Ross morirono durante la battaglia, ma lui si caricò sulle spalle l'unico sopravvissuto e lo portò sulle proprie spalle insieme a se stesso. Il marine pesava 230 libbre (104 kg), mentre il peso di Ross era di 140 libbre (64 kg).
Per il suo eroismo, Ross fu premiato con la terza più alta onorificenza militare degli Stati Uniti, la Silver Star.
Fu probabilmente la prima personalità ebrea ad essere festeggiata con una "ticker tape parade", le parate sotto i lanci di stelle filanti con cui gli Stati Uniti festeggiano i loro eroi, e la prima personalità ebrea a ricevere una "Presidential Citation", un encomio da parte del presidente Franklin D. Roosevelt, da cui venne invitato per una cerimonia in suo onore al Rose Garden.
Durante la sua permanenza a Guadacanal, Ross iniziò un'amicizia che durò per il resto della vita con il famoso Padre Frederic Gehring, un cappellano di guerra che teneva regolarmente una rubrica nella rivista Reader's Digest.
Gehring considerava Ross un monumento nazionale che, con il suo coraggio, aveva sfidato la logica per difendere i propri princìpi.
Alla vigilia del Natale in cui Barney Ross e i suoi marine stavano per affrontare la battaglia, Gehring gli chiese di prendere parte a quello che, per i militari statunitensi, sarebbe divenuto uno dei momenti di maggior intensità emotiva di tutta la guerra.
Ross era l'unico, in quell'isola tropicale, ad essere in grado di suonare un harmonium, così Gehring gli chiese di imparare Silent Night e altre canzoni di Natale perché le suonasse alle truppe.
Barney Ross suonò le canzoni cantandole con i giovani soldati malati di nostalgia per il loro Paese e le loro case, dopo di che Gehring lo pregò di suonare una canzone ebraica. Ross cantò la struggente "My Yiddishe Momma", una canzone tradizionale yiddish che parla dell'amore di un figlio per la madre sacrificatasi per lui.
Molti dei marine la conoscevano perché Ross l'aveva cantata ogni volta che era salito sul ring. I giornali scrissero che tutti i marine presenti erano in lacrime.
Dopo l'episodio eroico di Guadalcanal, lo status di Ross divenne quasi superumano, anche in considerazione di tutto quello che aveva dovuto superare nella sua vita tormentata.

## La dipendenza dalla droga
Durante il ricovero in ospedale per le ferite subite nella battaglia di Guadalcanal, Ross contrasse una dipendenza dalla morfina che veniva somministrata ai degenti per curare il dolore.
La tossicodipendenza divenne così grave che a volte Ross spendeva $ 500 al giorno per acquistare la droga.
Dovette farsi ricoverare in un centro specializzato per combattere la propria tossicodipendenza e liberarsene.
In seguito, tenne lezioni agli studenti delle scuole superiori per informarli sui pericoli dell'uso delle droghe.

## Gli ultimi anni
Ross trascorse i suoi ultimi anni utilizzando la propria celebrità per pubblicizzare case da gioco e altri affari.
Rimase con la seconda moglie Cathy Howlett, anche se non ebbero figli.
Fu felice di aver raggiunto i due scopi della sua vita: riunire la propria famiglia e diventare campione del mondo di pugilato.
Scrisse un'autobiografia intitolata No Man Stands Alone.
Rimase fedele al proprio amico Jack Ruby e testimoniò a suo favore nel processo che questi subì per l'uccisione di Lee Harvey Oswald, il presumibile assassino del presidente John F. Kennedy.
Ross morì nella propria città di Chicago all'età di 57 anni, esattamente 14 giorni dopo la morte di Ruby.

## Barney Ross AZA
Il capitolo della Aleph Zadik Aleph (organizzazione fraterna internazionale ebraica giovanile) situato nei South Suburbs di Chicago (principalmente a Flossmoor, Homewood, e Olympia Fields), è intitolato in suo onore e alla sua memoria. Il capitolo è parte della Great Midwest Region.